# مسكن (بنايات)

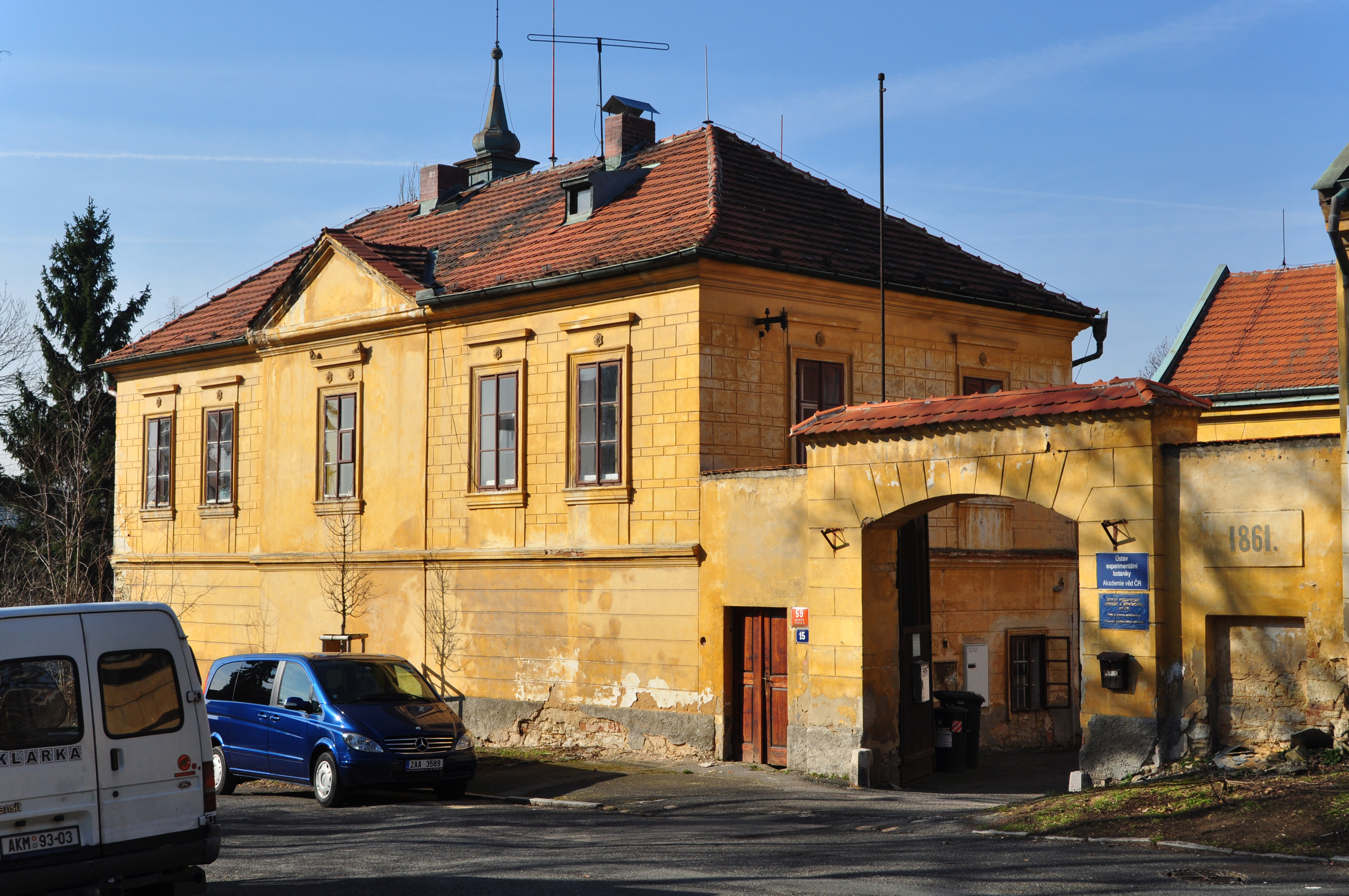

المسكن (بالإنجليزية: Homestead)، عبارة عن مكان للسكن منعزل (وخاصةً مزرعة)، ومباني ملحقة مجاورة لها، عادةً ما تكون على مساحات زراعية كبيرة مثل مزرعة أو محطة.
في أمريكا الشمالية، تشير كلمة «المسكن» تاريخياً إلى الأرض التي يطالب بها مستوطن أو مستقطب بموجب قوانين الحيازة الزراعية (الولايات المتحدة الأمريكية) أو قانون أراضي دومينيون (كندا). في اللغة الإنجليزية القديمة، تم استخدام المصطلح ليعني مستوطنة بشرية ، وفي الجنوب الأفريقية يستخدم المصطلح لمجموعة من المنازل التي تشغلها عادة عائلة واحدة ممتدة.